# 東方体育中心駅
東方体育中心駅（とうほうたいいくちゅうしんえき／オリエンタルスポーツセンターえき）は中華人民共和国上海市浦東新区に位置する上海軌道交通6号線、8号線、11号線の駅である。

## 歴史
- 2011年4月12日 - 済陽路駅として開業[1]。
- 2011年5月7日 - 東方体育中心駅に改名[2]。
- 2013年8月31日 - 11号線が開通。

## 駅構造
6号線・11号線は島式ホーム2面4線を有する地下駅、内側2線を6号線、外側2線を11号線が使用する。そのため両路線は同一方向での対面乗換が可能となっている。6号線の駅西側には折り返し用の両渡り線が設置されています。
8号線は島式ホーム1面2線を有する地下駅。凌兆新村側に引き上げ線が2線ある。6号線港城路方面と8号線沈杜公路方面の線路間には連絡線が設置されています。

### のりば

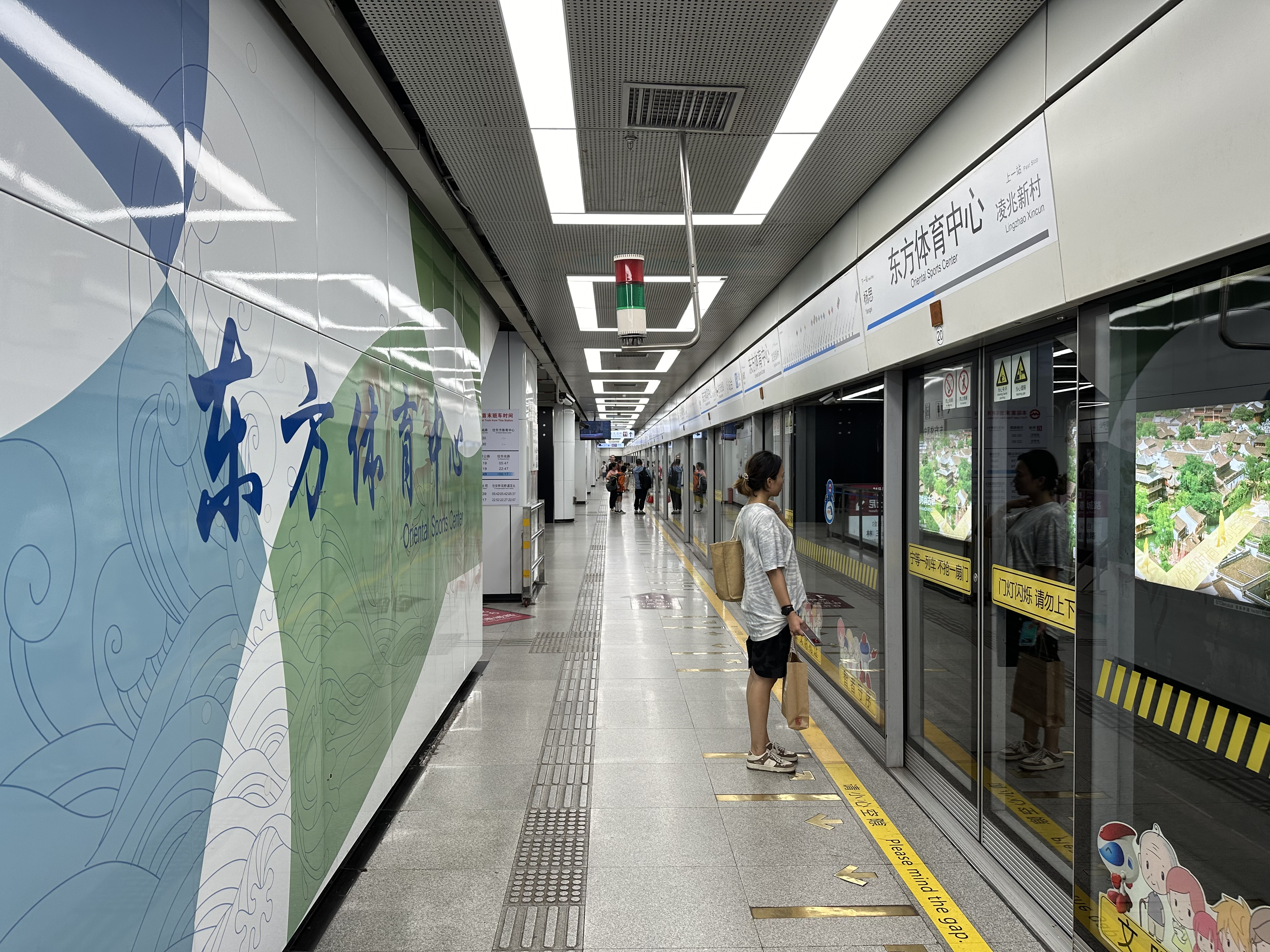
8号線ホーム
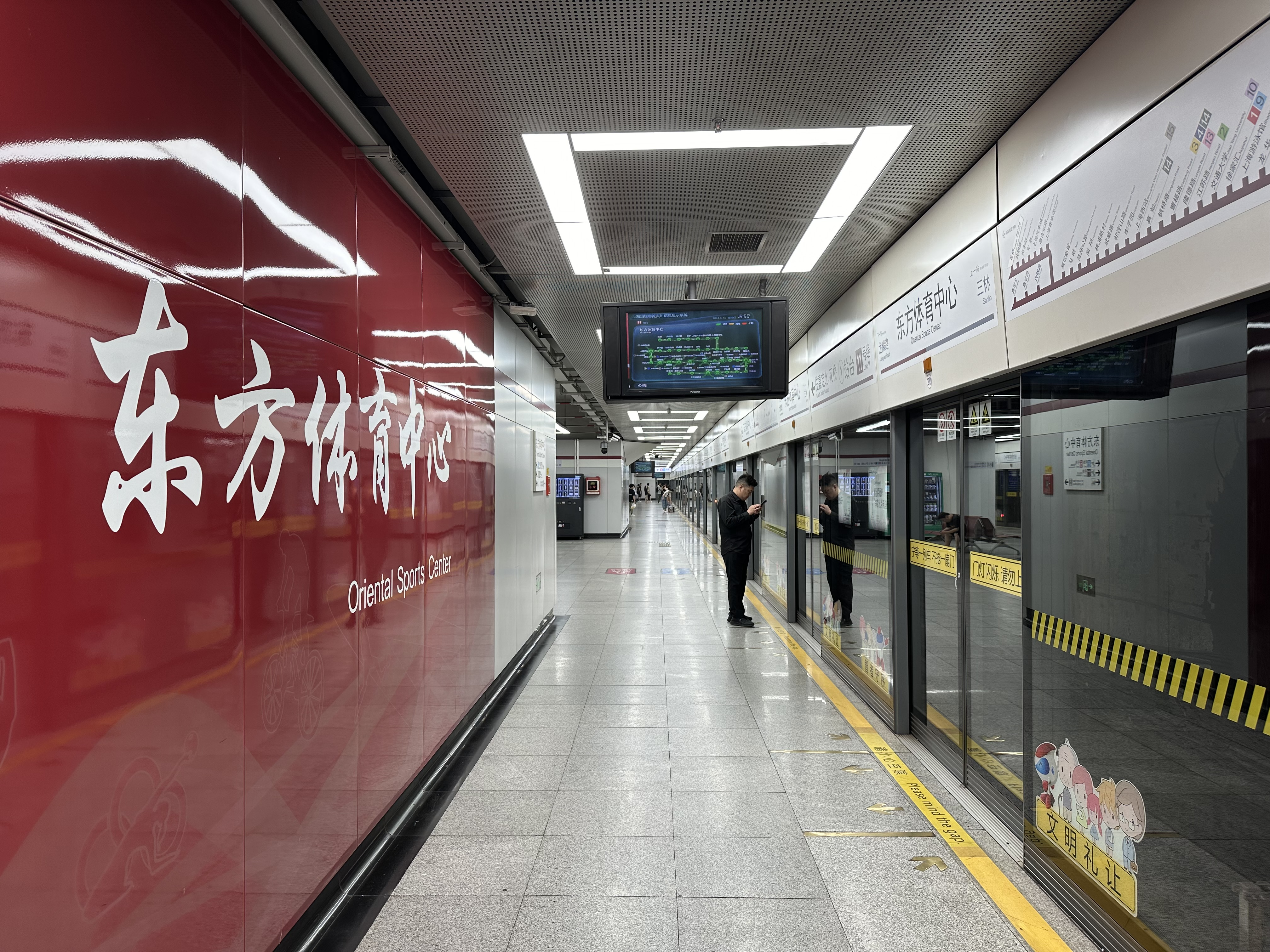
1番線ホーム
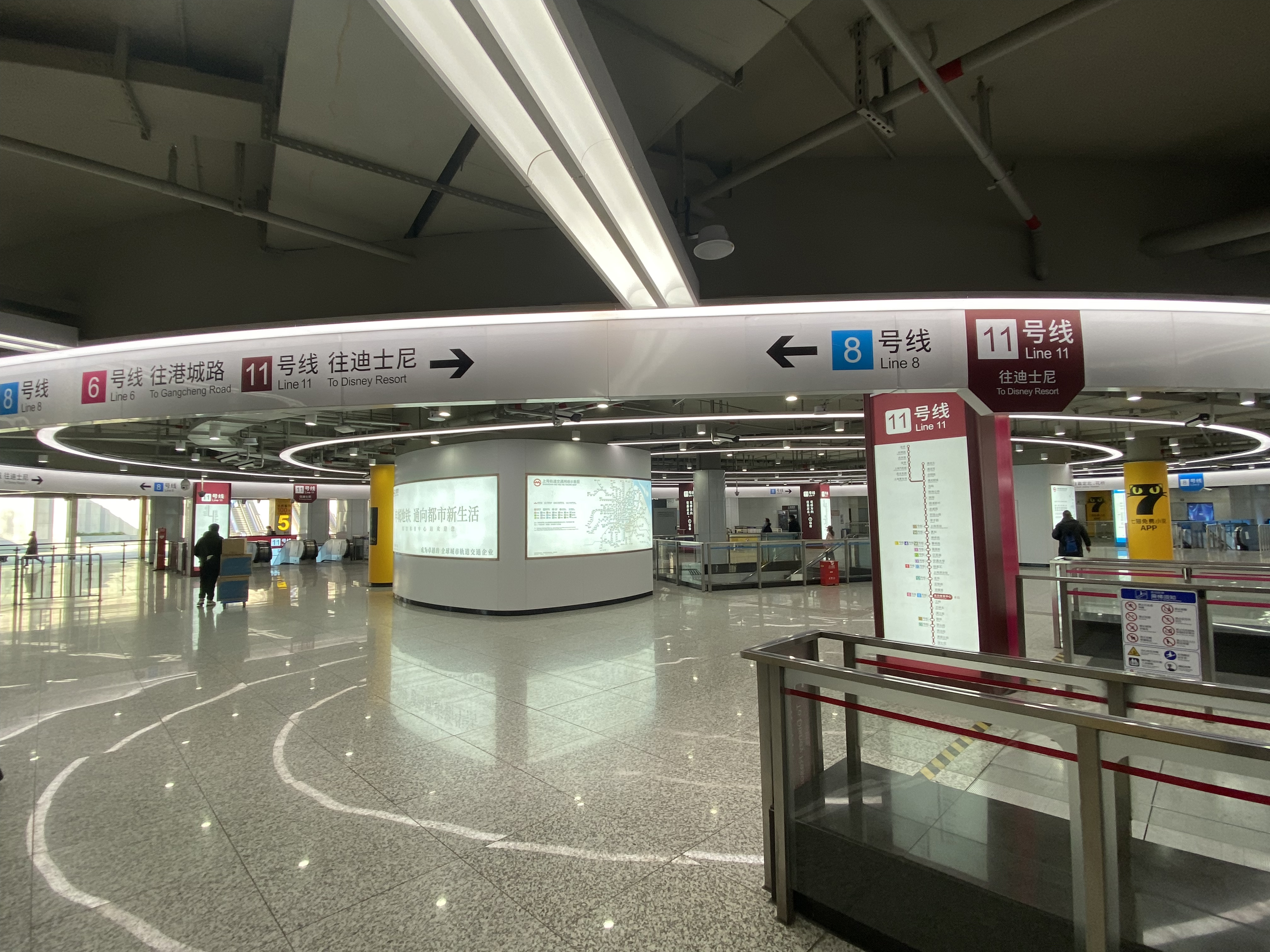
改札階

| 番線                           | 路線     | 行先                 |
| ------------------------------ | -------- | -------------------- |
| 6号線・11号線ホーム（地下3階） |          |                      |
| 1                              | ■ 11号線 | 嘉定北・花橋方面     |
| 2                              | ■ 6号線  | 降車ホーム           |
| 3                              | ■ 6号線  | 港城路方面           |
| 4                              | ■ 11号線 | 迪士尼方面           |
| 8号線ホーム（地下2階）         |          |                      |
| 5                              | ■ 8号線  | 人民広場・市光路方面 |
| 6                              | ■ 8号線  | 瀋杜公路方面         |

（出典：上海地下鉄:站层图）
- 8号線ホーム
- 1番線ホーム
- 改札階

## 駅周辺
- 前灘太古里（中国語版）
- 浦发银行东方体育中心
- 晶耀前灘
- 晶耀名邸
- 前灘時代広場
- 前灘中心
  - シャングリ・ラ・ホテルズ&リゾーツ 上海前灘

## 隣の駅
上海軌道交通
■ 6号線
霊岩南路駅 - 東方体育中心駅
■ 8号線
楊思駅 - 東方体育中心駅 - 凌兆新村駅
■ 11号線
竜耀路駅 - 東方体育中心駅 - 三林駅